# Piramidele de pământ din Stob
Piramidele de pământ din Stob (în bulgară Стобски пирамиди) sunt formațiuni de rocă, cunoscute sub numele de hoodoo, situate la poalele munților Rila din sud-vestul Bulgariei. Acestea acoperă o suprafață de 0,7  km 2 în apropierea satului Stob, provincia Kustendil. Formațiile de stâncă au până la 12 m înălțime și până la 40 m grosime la bază. Forma lor este în mare parte conică sau sub formă de ciupercă. Unele coloane sunt acoperite de pietre plate.

## Locație
Piramidele de pământ de la Stob sunt situate la poalele de vest ale lanțului muntos Rila în Peninsula Balcanică, la o altitudine cuprinsă între 600 și 750 m. Ele ocupă creasta Klisura care se află cu fața spre râul Rilska, un afluent al Strumei. Acestea se află la mai puțin de un kilometru est de satul Stob din municipiul Kocerinovo, provincia Kiustendil. Se află la aproximativ 83 de km sud de capitala Bulgariei Sofia și 18 km nord de orașul Blagoevgrad.

## Geologie și formare

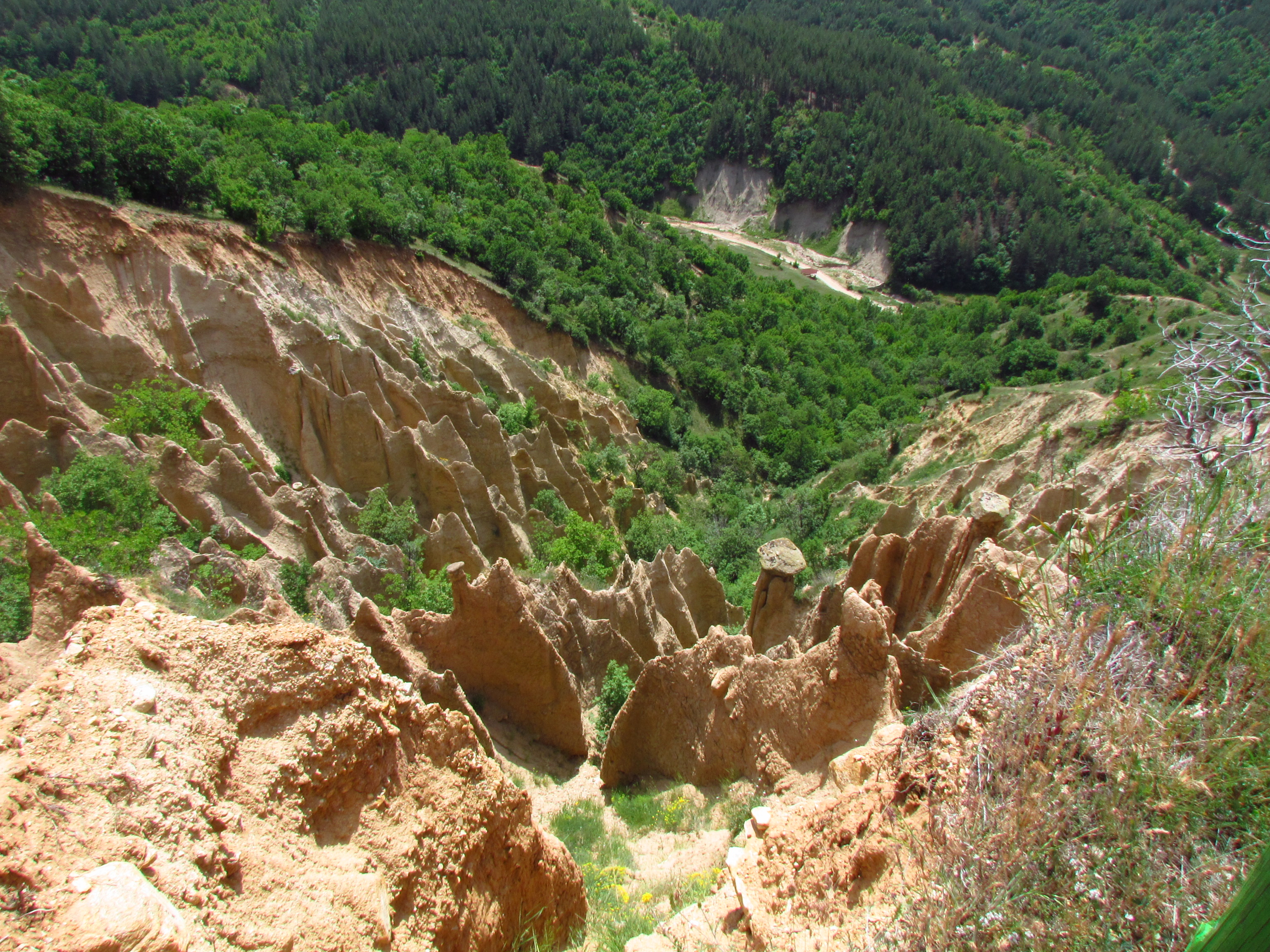
Vedere de sus

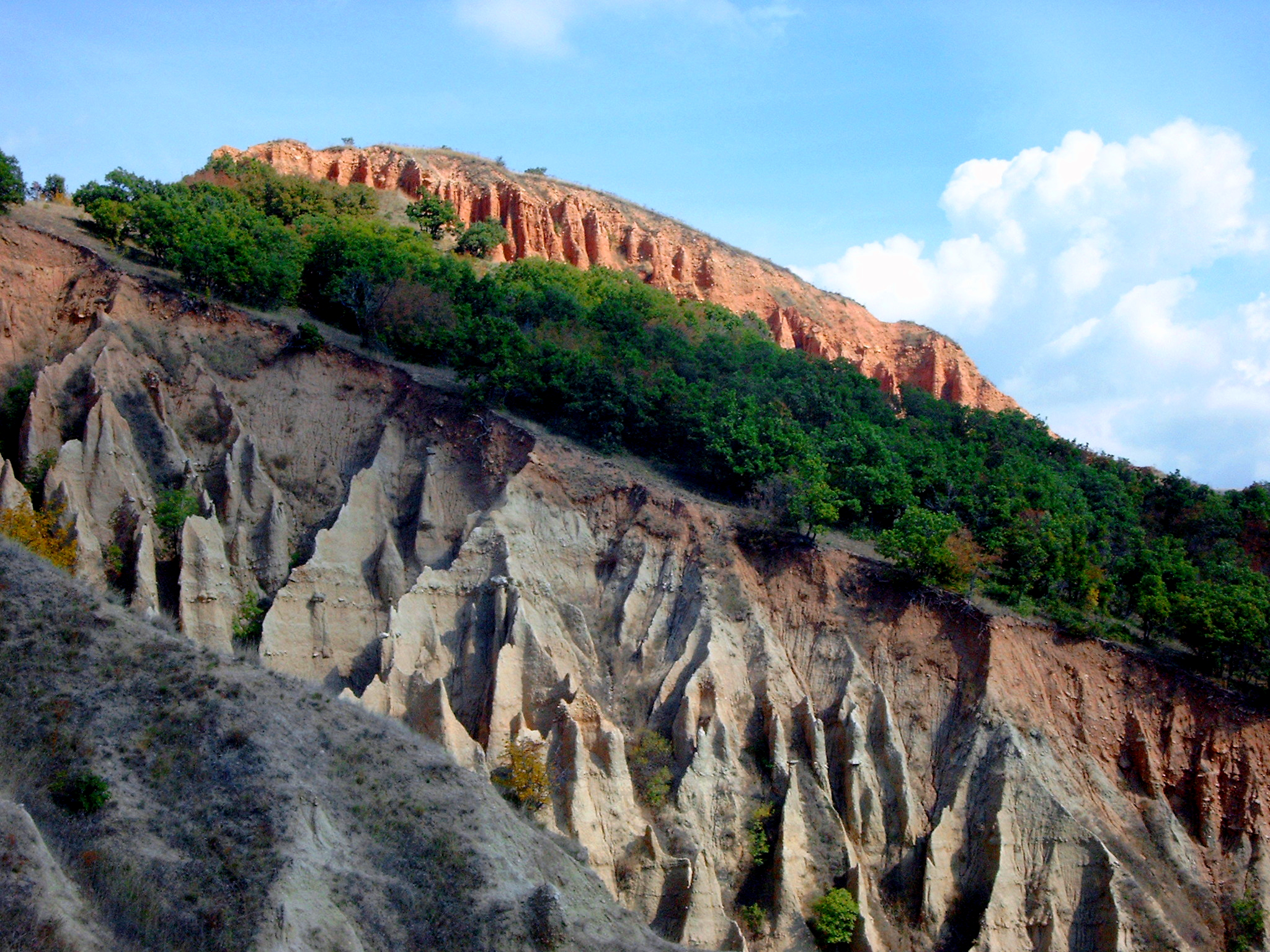
O vedere a piramidelor

Piramidele de la Stob datează din epoca pliocenului și pleistocenului. Ele s-au format din roci metamorfice precambriene. Există două formațiuni geologice: formațiunea Dzherman constă din aleurolit, lut și gresie; lacul Barakovo este construit din conglomerat și gresie.
Principalul factor care a dus la formarea piramidelor de pământ de la Stob este eroziunea datorată precipitațiilor. Picăturile de ploaie penetrează sedimentul ușor lipit și îl spală continuu. Locația pieselor de piatră determină locul, dimensiunea și forma fiecărei piramide deoarece împiedică abraziunea straturilor de dedesubt. Acestea sunt acoperite de 1 cm grosime de argilă întărită și arsă de soare care protejează gresia fragilă și întârzie eroziunea.

## Descriere
Piramidele de pământ din Stob variază în formă, de la conic ascuțite până la ciupercă. Aproximativ jumătate din formațiuni sunt încoronate de pietre, a căror suprafață este uneori de două până la trei ori mai mare decât secțiunea transversală a piramidei de dedesubt. Înălțimea lor este de aproximativ 6 până la 10 m dar poate ajunge până la 12 m; grosimea la bază este de până la 40 de m.
Aceste piramide au fost declarată o atracție natural în 1964, cu o arie protejate de 7,4 hectare sau 0,74 km2.